# Jean Watson
Pour les articles homonymes, voir Watson.
Jean Watson, née le 21 juillet 1940, est professeur émérite en sciences infirmières, titulaire de la chaire Murchinson Scoville depuis 1999 en sciences du caring à l'université du Colorado à Denver, et des sciences de la santé. Elle est la fondatrice du Center for Human Caring au Colorado et est membre de l’Académie américaine de soins infirmiers. Elle a occupé le poste de doyenne de la Faculté des sciences infirmières à l'Université Health Sciences Center, et est l'ancienne présidente de la Ligue nationale de soins infirmiers.
Jean Watson est connue pour un concept de soin infirmier, « Le Caring », qui a été intégré  dans la formation et les soins au patient dans des centaines d'écoles d'infirmiers à travers le monde.

## Biographie
Jean Watson, née le 10 juin 1940 à Williamson, Virginie-Occidentale, est la benjamine de huit enfants. À l'âge de 10 ans, en voyant une amie de sa sœur aînée avoir des convulsions, elle sait qu'elle veut devenir infirmière . Elle suit les cours de la Lewis Gale School of Nursing de Roanoke, Virginie et obtient son diplôme en 1961. 

## LeCaring
Jean Watson a développé le concept de soin infirmier humain qui englobe une approche holistique dans le traitement des patients, une démarche plus volontaire, attentionnée et une relation personnelle plus profonde . Le concept de Jean Watson a été influencé par plusieurs philosophes et penseurs tel que Abraham Maslow, Carl Rogers et Pierre Telhard de Chardin, tous pionniers dans le domaine des relations transpersonnelles. Jean Watson définit elle-même la relation transpersonnelle comme "une relation inter-subjective d'humain à humain dans laquelle l'infirmière touche et est touchée par l'autre. Les deux personnes sont complètement dans l'instant et se sentent unies l'une à l'autre" . Les quatre piliers de la science du "prendre soin" sont la santé, le soin, la société ou environnement et l'être humain.
- Santé : connexion entre l'esprit, le corps et l'âme
- Société : valeur que la société accorde aux individus suivant la manière dont ils devraient se comporter dans la vie
- Soin : science du soin infirmier et médical, incluant des interactions avec le personnel soignant et les patients
- Être humain : personne valorisée, respectée, soignée pleine et entière [6].

En outre, Watson fonde, en 2008, l'organisation à but non lucratif appelée le Watson Caring Science Institute.

## Carrière et réalisations
professeur émérite en sciences infirmières, titulaire de la chaire Murchinson Scoville en sciences du caring à l'université du Colorado à Denver , Jean Watson a occupé le poste de doyen de la Faculté des sciences infirmières à l'Université Health Sciences Center. Elle est également l'ancienne présidente de la Ligue nationale de soins infirmiers.

## Honneurs et récompenses
Jean Watson a été récompensée par dix doctorats honorifiques dont huit titres internationaux. Elle a obtenu de nombreuses récompenses parmi lesquelles on peut citer :
- Fetzer Institute Prix Norman Cousins
- Prix Fulbright pour ses recherches
- 2013 : Titre de "living legend of American Academy of Nursing" pour ses contributions à la profession [8].